# فرانسيس كوباين
فرانسيس بين كوباين (بالإنجليزية: Frances Bean Cobain)‏ هي فنانة مرئية أمريكية. وهي الطفلة الوحيدة للمغني الرئيسي لفرقة نيرفانا كيرت كوبين والمغنية الرئيسية في فرقة هول كورتني لوف.

## حياتها
ولدت كوباين في الساعة السابعة وثمان وأربعون دقيقة بتاريخ 18 أغسطس عام 1992 في لوس أنجلوس، كاليفورنيا.

## روابط خارجية
- فرانسيس كوباين على موقع IMDb (الإنجليزية)
- فرانسيس كوباين على موقع ميوزك برينز (الإنجليزية)
- فرانسيس كوباين على موقع إن إن دي بي (الإنجليزية)
- فرانسيس كوباين على موقع قاعدة بيانات الفيلم (الإنجليزية)

- سيرة فرانسيس بين كوباين